# Глория Перес
Глория Мария Ребело Феранте (на португалски: Gloria Maria Rebelo Ferrante), по-известна като Глория Перес (на португалски: Gloria Perez), е бразилска писателка и сценаристка. През 2009 г. Перес печели Международната награда Еми в категория „Най-добра теленовела“ за работата си по Индия – любовна история. Глория е известна и с това, че е майка на убитата актриса Даниела Перес по време на продукцията на От тялото и душата, нейна собствена теленовела.

## Биография
Глория е дъщеря на адвоката Мигел Джеронимо Феранте и учителката Мария Августа Ребело Феранте. Майка ѝ произхожда от родове от Пиауи и Сеара, а баща ѝ – от италианско семейство. Италианският ѝ дядо работел като механик и избягал от Сао Пауло, след като е осъден за участието си в анархистко движение. В Акри той се запознава с бабата на Глория, италианска вдовица с четири малки деца, за която се жени. Въпреки че семейството живее в Акри през 1948 г., родителите ѝ предпочитат Глория да се роди в град Рио де Жанейро, тогавашната федерална столица. Връщайки се към своето детство, Глория разказва, че е плувала в реките и се е катерила по дърветата, но винаги е обичала да чете и пише, отдадена на обучението си. На петнадесетгодишна възраст семейството ѝ се премества в новопостроената федерална столица, за да може тя да продължи да учи, тъй като в родния ѝ град има само гимназиални училища. В столицата Бразилия тя посещава държавна гимназия, а след завършването си постъпва в Университета на Бразилия, където учи право в продължение на три години, изоставяйки курса през 1968 г., когато университетът е нападнат от военните. По това време тя иска да учи история, но баща ѝ не ѝ позволява да се премести сама в Рио де Жанейро, макар че има роднини по бащина линия там. Година по-късно успява да се премести заедно с годеника си, когото среща в столицата. В Рио де Жанейро се явява на приемен изпит и го издържа, но завършва история във Федералния университет в Рио де Жанейро едва след раждането на децата си. Тя дори завършва семестриално магистратура по история на Бразилия, но не защитава дипломната си работа. По време на изработването ѝ тя приема поканата на сценаристката Жанет Клер и избира кариера в телевизията, след като Клер прочита резюме на епизод на сериала Луда жена. През 1983 г. Перес сътрудничи на Клер за сценария на теленовелата Обещавам, която разглежда задкулисието в бразилската политика. След като през същата година Жанет Клер умира, Перес е натоварена със задачата да завърши теленовелата под надзора на вдовеца на Клер - драматурга Диас Гомес.

### Личен живот
През 1969 г., след година съвместен живот, Глория Перес се омъжва за инженера Луис Карлос Саупикет Перес (1940–1994), който умира от левкемия. Двойката има три деца: Даниела (1970–1992), Родриго (1972) и Рафаел (1977–2002). Глория и Луис Карлос се развеждат през 1984 г. През същата година тя започва да се среща с адвоката Карлос Магнус да Коста, а през 1985 г. се женят, като през 2012 г. се развеждат.
Две трагедии разтърсват живота на Глория - дъщеря ѝ Даниела Перес е убита на 28 декември 1992 г. от колега си Гилерме де Падуа, докато двамата си партнират в теленовелата на майка ѝ От тяло и душа, и от съпругата му Паула Томаш; Рафаел, най-малкият син на Глория, който е със синдром на Даун, умира на 25-годишна възраст на 28 ноември 2002 г., жертва на генерализирана чревна инфекция след операция в Бразилия.
Заради трагедията с Даниела и страхът, че обвиняемите ще бъдат облагодетелствани от правосъдието, Глория започва кампания, подкрепена от основните медии в страната, която събира повече от един милион подписа, което води до включването на убийството в Закона за тежки престъпления.
Глория има четирима внуци, синове на Родриго, който е женен. През 2009 г. тя се сблъсква с друга драма - открива, че има лимфом, вид рак, и прекарва цялата година в операции и химиотерапии, в допълнение към това, че трябва редовно да приема няколко лекарства, докато се излекува от болестта.

## Кариера
Истинското начало на кариерата на Глория Перес е през 1983 г., когато започва да сътрудничи на сценаристката Жанет Клер за сценария на теленовелата Обещавам. След смъртта на Клер Перес е натоварена със задачата да завърши историята под надзора на Диас Гомес.
През 1984 г. подписва партньорство с Ажиналдо Силва за теленовелата Висока партия, която е първата продукция на Глория като главен сценарист. През същата година представя резюмето на Корем под наем, спорна и непозната тема по онова време. Проектът не е одобрен, тъй като е смятан за причудлив. През 1987-1988 г. работи в мрежата на Rede Manchete, където създава теленовелата Кармен, която постига висок рейтинг. Поради успеха на поредицата Глория се завръща в Реде Глобо, за да напише минисериала Желание.
През 1990 г. най-накрая е излъчена теленовелата Корем под наем, чиято история се развива в 243 епизода.
През 1992 г. Перес пише теленовелата От тяло и душа, белязана от убийството на дъщеря ѝ - актрисата Даниела Перес, извършено от нейния колега, с когото си партнира, актьора Гилерме де Падуа, и съпругата му Паула Томаш. Глория излиза в петнадесетдневна почивка и заявява, че се е върнала към писането само „за да продължи да живее“ и да запази здравия си разум въпреки травмата.
През 1995 г. Глория пише теленовелата Взривено сърце, чийто сюжет засяга темата за интернет и новите възможности, които се откриват пред човечеството. 
Между 2001 и 2002 г. Глория Перес пише успешната теленовела Клонинг, излъчен от Реде Глобо, която засяга темите за клониране на човешко същество, противопоставяне на ценностите на Запада, противопоставяне и желание да заеме мястото на Бог в създаването на живота, в допълнение към изобразяването на ценностите на мюсюлманското общество.
През 2005 г. пише теленовелата Америка, която се занимава с драмата на бразилците, обсебени от „американската мечта“, които се опитват да преминат границата през Мексико и да се опитат да живеят в Съединените щати.
През октомври 2012 г. e премиерата на теленовелата Спаси и съхрани, която засяга темата за международния трафик на хора.
През 2013 г. Глория съобщава, че ще напише сериал за сериен убиец със заглавие Двойна самоличност. За да напише сценария на поредицата, чиято премиера е през септември 2014 г., тя се консултира с психиатри и експерти по психологическо профилиране.
През 2017 г. Глория се завръща с теленовелата Силата на волята. Теленовелата се занимава с темата за транссексуалността. Любопитно за Глория Перес е, че тя предпочита да пише творбите си без помощта на сътрудници, споделяйки: „мечтата не може да се раздели, не бих могла да седна с екип от шест или седем души и да реша в каква посока ще поеме историята“.
През 2022 г. пише теленовелата Пресичане

## Творчество

### Оригинални истории
- Пресичане (2022)
- Аз, баба и вол (2019) сценарий от Флавио Мерино и Ана Кинтана
- Силата на волята (2017)
- Двойна самоличност (2014)
- Песента на сирената (2013) в сътрудничество с Джордж Мура и Патрисия Андраде
- Спаси и съхрани (2012-2013)
- Индия – любовна история (2009) сценарий от Глория Перес, Карлос Ломбарди, Елизабет Джин и Лейла Миколис
- Амазония, от Галвес до Чико Мендес (2007)
- Америка (2005)
- Дневникът (2004)
- Клонинг (2001-2002)
- Главен грях (1998-1999)
- Ураганът Хилда (1998)
- Взривено сърце (1995-1996)
- От тяло и душа (1992-1993) няколко епизода са написани от Жилберто Брага и Леонор Басерес
- Корем под наем (1990-1991)
- Желание (1990)
- Кармен (1987-1988)
- Висока партия (1984) в сътрудничество с Ажиналдо Силва

### Адаптации
- Обещавам (1983-1984) оригинал от Жанет Клер

### Нови версии на историите ѝ, пренаписани от други
- Клонинг (2010) адаптация от Роберто Стопейо и Сандра Веласко, римейк на едноименната теленовела